# Куликов, Олег Григорьевич
Олег Григорьевич Куликов (10.06.1938 — 21.12.2020) — режиссёр-документалист, Почётный кинематографист России (1999).

## Биография
Родился 10 июня 1938 года в Ленинграде.
Окончил Ленинградский государственный институт культуры им. Н. К. Крупской, Высшие курсы сценаристов и режиссёров (ВКСР) в Москве.
С конца 1966 года работал на Ленинградской студии документальных фильмов.
С 1976 года член Союза Кинематографистов СССР.
С 1977 года — ведущий режиссёр Объединения рекламных фильмов студии, заместитель председателя Комиссии рекламного кино при ЛО СК СССР.
В период с 1969 по 1977 гг. работал в кинопериодике, снял около 50 киножурналов, из них 16 тематических. К концу 1992 года создал около 250 рекламных фильмов в качестве режиссёра и, как правило, автора сценария.
Более 60 рекламных фильмов участвовали во всесоюзных и международных кинофестивалях и конкурсах, семинарах и смотрах. Только на первом Всесоюзном кинофестивале рекламных фильмов в Москве им была снята каждая десятая из 350 конкурсных лент, почти каждая третья была отмечена дипломом или призом жюри и заказчиками.
В 2000 году стал жертвой бандитского нападения, перенес трепанацию черепа, получил инвалидность 1 группы и утратил возможность работать по профессии.
Похоронен на Ваганьковском кладбище в Москве. Часть праха по завещанию усопшего развеяна в Петербурге над Невой.

## Фильмография
| год  | фильм                               | режиссёр | сценарист | награды |
| ---- | ----------------------------------- | -------- | --------- | --- |
| 1970 | Не на легких хлебах                 | +        | +         | приз и диплом Всесоюзного к/ф сельхоз. фильмов                                                               |
| 1971 | За все в ответе                     | +        |           | участник Международной выставки ЭКСПО-72, Монреаль                                                           |
|      | Железная дорога — опасная зона      | +        |           | диплом к/ф тех/проп. фильмов в Москве                                                                        |
|      | Формула шторма                      | +        |           | |
| 1972 | Рабочий заказ                       | +        |           | |
|      | Солдат — сын солдата                | +        | +         | почетный диплом Интервидения на международном к/ф в Праге                                                    |
| 1973 | Такой далекий Север                 | +        |           | |
|      | В хоккей играют настоящие мужчины   | +        | +         | главный приз в программе советских фильмов в Картина д’Ампеццо (Италия), медаль Олимпийского комитета Италии |
| 1974 | Коэффициент безопасности            | +        |           | приз и диплом к/ф в Риге                                                                                     |
| 1975 | Вслед за горячим ветром             | +        |           | |
|      | С песней по жизни                   | +        |           | |
| 1976 | Кандидат в сборную                  | +        |           | |
| 1977 | Сельский библиотекарь               | +        |           | |
| 1979 | Не вреди                            |          |           | |
| 1981 | Искусство народных мастеров         | +        | +         | |
| 1982 | Я сам                               | +        |           | |
| 1983 | Черноморские курорты приглашают вас | +        |           | |
| 1984 | Танцуют дети Грузии                 | +        |           | |
| 1985 | Сочи — город здоровья               | +        |           | |